# Alex Ibacache
Alex Matías Ibacache Mora (ur. 11 stycznia 1999 w Quillocie) – chilijski piłkarz występujący na pozycji lewego obrońcy, reprezentant Chile, od 2021 roku zawodnik Evertonu Viña del Mar.